# Porocyphus groenlandicus
Porocyphus groenlandicus är en lavart som beskrevs av Å. E. Dahl. Porocyphus groenlandicus ingår i släktet Porocyphus och familjen Lichinaceae.   Inga underarter finns listade i Catalogue of Life.